# Drawsko (gmina)
Drawsko – gmina wiejska w województwie wielkopolskim, w powiecie czarnkowsko-trzcianeckim. W latach 1975–1998 gmina położona była w województwie pilskim.
Siedziba gminy to Drawsko.
Według danych z 30 czerwca 2004 gminę zamieszkiwało 5940 osób.

## Struktura powierzchni
Według danych z roku 2002 gmina Drawsko ma obszar 162,95 km², w tym:
- użytki rolne: 31%
- użytki leśne: 61%

Gmina stanowi 9,01% powierzchni powiatu.

## Demografia

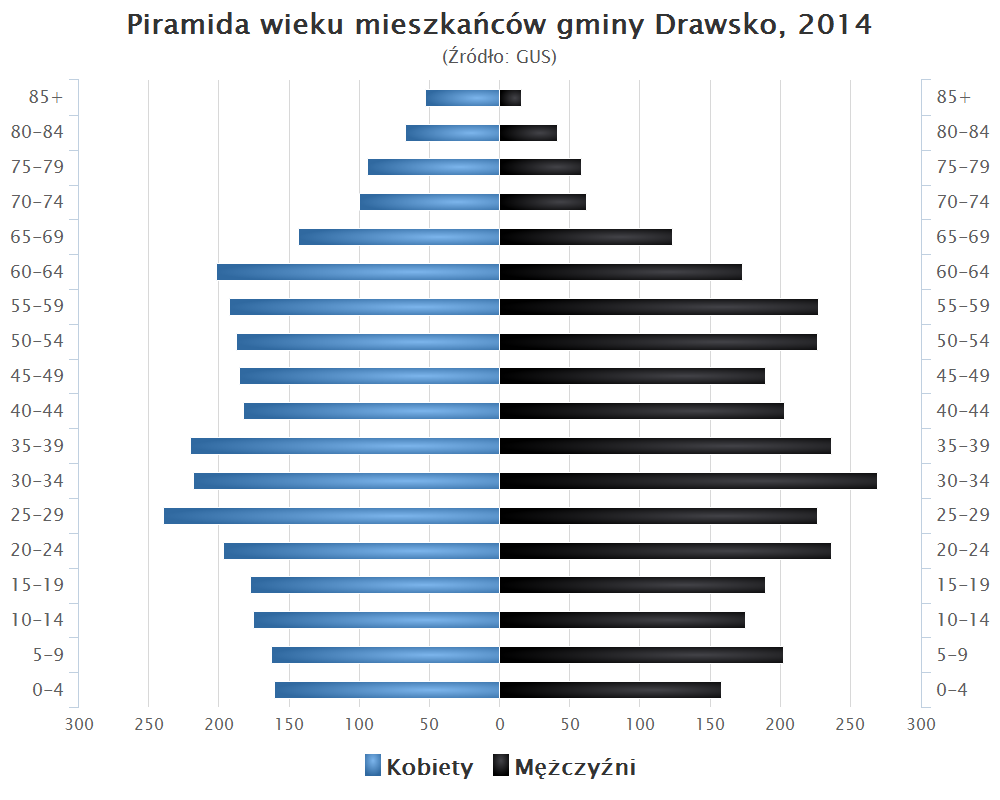
Piramida wieku mieszkańców gminy Drawsko w 2014 roku

Dane z 30 czerwca 2004:
| Opis                              | Ogółem | Ogółem | Kobiety | Kobiety | Mężczyźni | Mężczyźni |
| --------------------------------- | ------ | ------ | ------- | ------- | --------- | --------- |
| jednostka                         | osób   | %      | osób    | %       | osób      | %         |
| populacja                         | 5940   | 100    | 2953    | 49,7    | 2987      | 50,3      |
| gęstość zaludnienia (mieszk./km²) | 36,5   | 36,5   | 18,1    | 18,1    | 18,3      | 18,3      |

## Sołectwa
Chełst, Drawsko, Drawski Młyn, Kawczyn, Kamiennik, Kwiejce, Nowe Kwiejce, Marylin, Moczydła, Pełcza, Pęckowo, Piłka.

## Sąsiednie gminy
Drezdenko, Krzyż Wielkopolski, Sieraków, Wieleń, Wronki